# Белоглав пион
Белоглавият пион (Pionus senilis) е вид птица от семейство Папагалови (Psittacidae).

## Разпространение и местообитание
Разпространен е в Белиз, Гватемала, Коста Рика, Мексико, Никарагуа, Панама и Хондурас.